# Гюббе-Шлейден, Вильгельм
Вильгельм Гюббе-Шлейден (нем. Wilhelm Hübbe-Schleiden; 20 октября 1846, Гамбург — 17 мая 1916, Гёттинген) — германский путешественник, один из основоположников теософского движения Германии.

## Биография
Родился в 1846 году. В 1875—1877 гг. жил в западной экваториальной Африке (Габон) и основал там собственный торговый дом Bolton & Schleiden. Результаты своих наблюдений он изложил в сочинении «Ethiopien» (Гамб. 1879), в котором указывал Германии на ещё не тронутую чужеземной культурой часть Африки как на выгодное поле экономической деятельности, могущее играть для неё ту же роль, как Индия для Англии. Особенно известен в качестве борца за колониальную политику сочинением «Überseeische  Politik» (Гамб., 1880—83).

### Свидетельство о Е. П. Блаватской
В октябре 1885 года В. Гюббе-Шлейден посетил в Вюрцбурге Е. П. Блаватскую. Позднее графиня Вахтмейстер опубликовала в качестве приложения к своим мемуарам его письмо. В нём Гюббе-Шлейден писал:

Я также видел, как она записывает предложения, так, как будто она их копирует с чего-то, находящегося перед её глазами в том месте, где я не видел ничего. Я не обращал большого внимания на способ её работы с точки зрения охотника за феноменами и не отслеживал детали с такой целью; но я знаю, что я видел большое количество хорошо известных синих записей, сделанных рукой К. X. в качестве исправлений или аннотаций в её рукописи («Тайной доктрины»), а также в книгах, которые время от времени лежали на её столе. И я замечал эти заметки преимущественно утром, до того, как она начинала работать. Я спал на кушетке в её кабинете после того, как она уходила на ночь, и кушетка стояла всего в нескольких шагах от её стола. Я хорошо помню своё удивление однажды утром, когда я проснулся и обнаружил огромное количество листов бумаги, сплошь исписанных синим карандашом, лежащих на её рукописи в том месте, где она сидела за своим столом. Как эти листы попали туда, я не знаю, но я не видел их перед тем, как лёг спать, и никто физически ночью в комнату не входил, так как сплю я крайне чутко.

## Публикации
- «Deutsche Kolonisation» (Гамб. 1881),
- «Motive zu einer überseeischen Politik Deutschlands» (Гамб. 1881),
- «Weltwirtschaft und die sie treibende Kraft» (Гамб. 1882),
- «Überseeische politisch-kulturwissenschaftliche Studien» (Г. 1881),
- «Kolonisationspolitik und Kolonisationstechnik» (Г. 1882).
- Выдержки из письма д-ра Гюббе-Шлейдена, полученного графиней Вахтмейстер // Воспоминания о Е. П. Блаватской и «Тайной доктрине» = Reminiscences of H.P. Blavatsky and The Secret Doctrine / Пер. с англ. К. Гилевича и Е. Ляховой. — Одесса: Астропринт, 2011. — С. 96—99. — 159 с. — (Архивы. Исследования). — ISBN 978-966-190-329-5.